# Рибкін Іван Петрович
Іван Петрович Рибкін (рос. Иван Петрович Рыбкин; нар. 20 жовтня 1946, село Семигорівка, Терновський район, Воронезька область) — російський державний і політичний діяч, доктор політичних наук.
Голова Державної думи 1-го скликання (1994—1996), секретар Ради безпеки РФ (1996—1998).

## Біографія
У 1968 р. з відзнакою закінчив механічний факультет Волгоградського сільськогосподарського інституту за фахом «інженер-механік», у 1974 р. — аспірантуру інституту (заочно). У 1991 р. закінчив Академію суспільних наук при ЦК КПРС, у 1993 р. — Дипломатичну академію МЗС РФ.
Кандидат технічних наук (1974), доктор політичних наук (1995), професор.
1994–1996 рр. — голова Державної думи 1-го скликання.
1996–1998 рр. — секретар Ради безпеки РФ.
1998 р. — заступник голови уряду Російської Федерації.
Очолював Соціалістичну партію Росії.